# Puerto de la Madera
Puerto de la Madera es una entidad de población perteneciente al municipio de Tacoronte, en la isla de Tenerife —Canarias, España—.

## Toponimia
El nombre de este barrio se debe a que, en el siglo xvi, en la costa de este lugar se encontraba un puerto natural por el cual se embarcaba la madera extraída del bosque de Agua García con destino a otros lugares del norte de la isla y para los ingenios azucareros de la época. Modernamente la localidad ha perdido su acceso al mar, pues su área costera pasó a formar la entidad de población de El Pris.

## Geografía
Se trata de un núcleo situado en la zona baja de Tacoronte, a apenas cuatro kilómetro del centro municipal y a una altitud media de 257 m s. n. m. Se encuentra atravesado por el barranco de San Juan.
El barrio posee un parque infantil y el colegio unitario El Pris, así como un centro social que alberga a la asociación Vecinos Puerto de la Madera-Juan Fernández y a la asociación de mayores El Pajar de los Molinos. También cuenta con un centro de la comunidad terapéutica Ítaca de Proyecto Hombre.

## Demografía
| Año        | 2000 | 2005 | 2010 | 2015 | 2020 |
| ---------- | ---- | ---- | ---- | ---- | ---- |
| Habitantes | 185  | 166  | 184  | 258  | 259  |

## Economía
Puerto de la Madera es un núcleo agrícola, con tierras dedicadas al cultivo de hortalizas varias y a la viña.

## Comunicaciones
Se llega al barrio principalmente a través de la carretera Puerto de La Madera antiguo Camino Los Guanches.

### Transporte público
En autobús —guagua— queda conectado mediante la siguiente línea de TITSA: 
| Línea | Trayecto                                         | Recorrido     |
| ----- | ------------------------------------------------ | ------------- |
| 023   | Tacoronte - El Pris (por El Calvario y Guayonje) | Horario/Línea |